# Parque nacional de Gauja
Parque Nacional de Gauja (en letón: Gaujas nacionālais parks) es el parque nacional más grande de Letonia, con una superficie de 917,45 kilómetros cuadrados, está localizado en Vidzeme y va desde el noreste de Sigulda al suroeste de Cēsis a lo largo del valle del río Gauja, del cual el parque toma su nombre. Se estableció el 14 de septiembre de 1973 y por lo tanto también el parque nacional más antiguo en Letonia. La administración del parque tiene su sede en Sigulda.
El parque es particularmente conocido por los acantilados de arenisca del Devónico, en algunos lugares de hasta 90 metros, a lo largo de las orillas del río Gauja.